# Przyrostek
Przyrostek, sufiks (z łac. suffixus „dołączony” od sub „pod” i fixus „umocowany”) – w językoznawstwie jest to każdy fragment wyrazu (jego morfem), o ile jest dodany po jego rdzeniu (czyli podstawie słowotwórczej) i jednocześnie ma właściwości słowotwórcze (czyli nie jest końcówką fleksyjną). Mimo to ścisłe rozgraniczenie morfemów gramatycznych i słowotwórczych nie zawsze jest możliwe. Danemu wyrazowi może towarzyszyć jeden, kilka lub brak sufiksów („sufiks zerowy”).
Przyrostki (sufiksy) razem z przedrostkami (prefiksami), wrostkami (infiksami) i międzyrostkami (interfiksami) wchodzą w skład zrostków (afiksów), czyli tych morfemów słowotwórczych, które odpowiadają za tworzenie wyrazów pochodnych.